# کوکتل مولوتف
- بالا، راست: کوکتل مولوتف افروخته‌شده آمادهٔ پرتاب.
- بالا، چپ: استفاده از کوکتل مولوتف در یک شورش.
- پایین، راست: تمرین نظامی پرتاب کوکتل مولوتف.
- پایین، چپ: کوکتل مولوتف اولیهٔ فنلاندی.

کوکتِل مولوتُف (به انگلیسی: Molotov cocktail) (نام‌های دیگر) یک سلاح آتش‌زا پرتاب شونده است که از یک ظرف شکننده، مانند بطری، پرشده با مواد اشتعال‌پذیر به‌همراه یک مشتعل‌کننده (فیوز) ساخته شده‌است (معمولاً یک بطری شیشه‌ای پرشده با مایع اشتعال‌پذیر با یک پارچهٔ فیتیله در مجرای). برای استفاده از این سلاح، مشتعل‌کننده متصل به بطری آتش زده می‌شود و خودِ سلاح پرتاب شده و بر اثر ضربه خرد می‌شود. این عمل باعث مشتعل‌شدن مادهٔ اشتعال‌پذیر داخل ظرف شده و سوخت در حال سوختن را به‌همراه شعله به اطراف پخش می‌کند.
کوکتل مولوتف، با توجه به سادگی ساخت آن، معمولاً یک سلاح بداهه است و در میان مجرمان، شورشی‌ها، آشوب‌گران فوتبالی، چریک‌های شهری، تروریست‌ها، نظامیان نامنظم، مبارزان آزادی‌خواه و سربازان منظم نیز کاربرد دارد. کاربرد این سلاح در ارتش‌های منظم معمولاً به‌علت کمبود تسلیحات نظامی است. با وجود طبیعت بداهه و آشوب‌گرانهٔ کوکتل مولوتف، بسیاری از ارتش‌های مدرن نیز نیروهای خود را برای استفاده از آن آموزش می‌دهند.
کوکتل مولوتف‌ها همیشه به‌شکل میدانی ساخته نمی‌شوند. تولید انبوه این سلاح بر اساس یک استاندارد خاص به‌عنوان بخشی از آماده‌سازی برای نبرد نیز غیرمعمول نیست. از جملهٔ برخی نمونه‌های این امر می‌توان به آماده‌سازی‌ها برای ضدحملهٔ حافظان خانه بریتانیا در طول جنگ جهانی دوم و واحدهای داوطلب اوکراین در طول حمله ۲۰۲۲ روسیه به اوکراین اشاره کرد. در طول جنگ جهانی دوم، کوکتل مولوتف در چندین کشور نظیر فنلاند، آلمان نازی، شوروی، سوئد و ایالات متحده آمریکا حتی به‌صورت کارخانه‌ای تولید می‌شد و برخی از این نمونه‌های تولیدی از یک ظرف شکننده و فیوزهایی با طراحی اختصاصی برخوردار بودند (نظیر نارنجک شکننده ام۱ ساخت ایالات متحده).

## نام‌گذاری

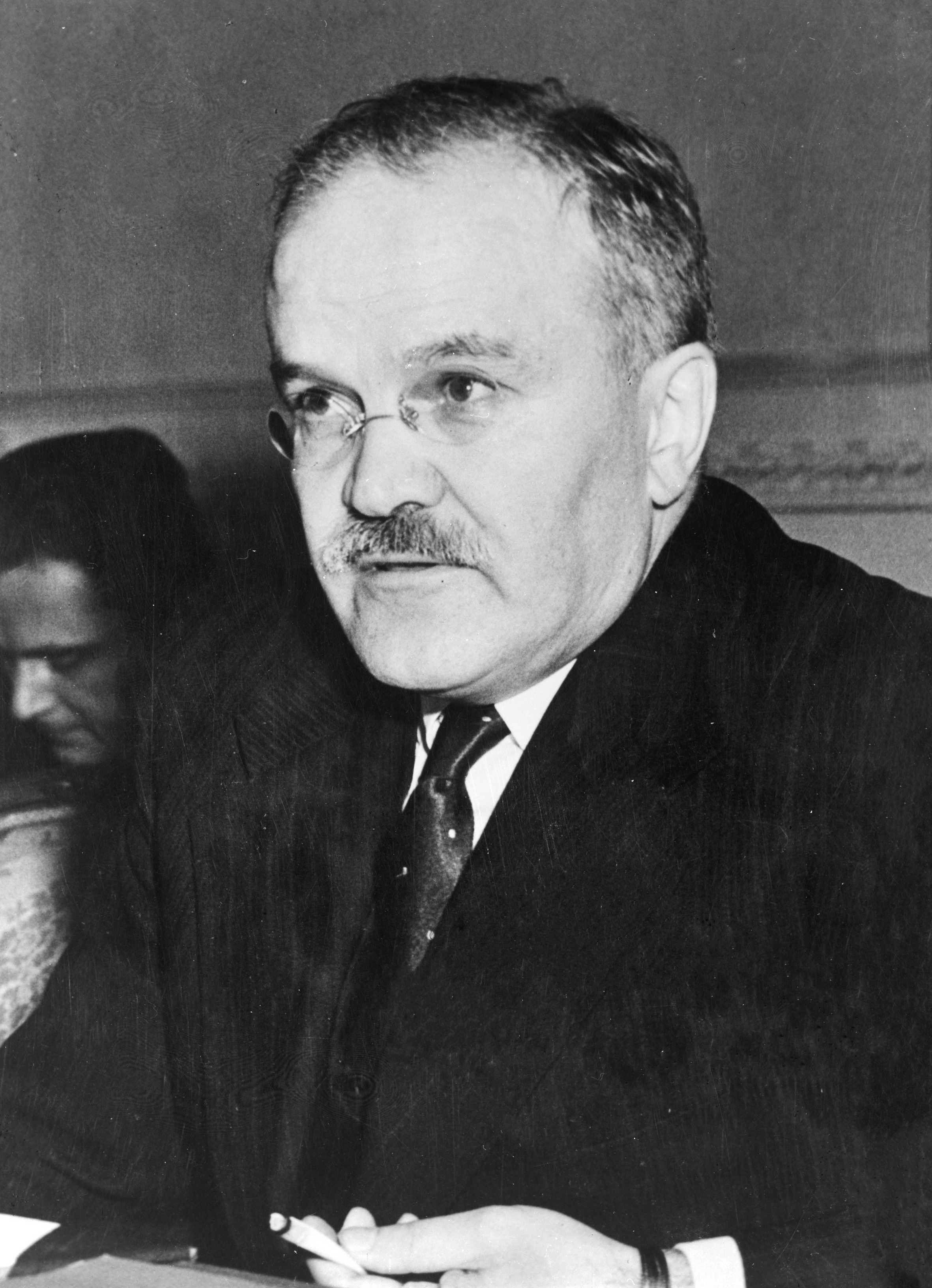
ویاچسلاو مولوتف، ۱۹۴۵

نام «کوکتل مولوتف» (فنلاندی: Molotovin cocktail) توسط فنلاندی‌ها و در طول جنگ زمستان در سال ۱۹۳۹ ابداع شد. این نام اشاره‌ای انتقادی به ویاچسلاو مولوتف، وزیر امور خارجهٔ اتحاد جماهیر شوروی بود که یکی از معماران پیمان مولوتوف–ریبنتروپ بود که در آستانهٔ آغاز جنگ جهانی دوم امضا شد.
این نام ریشه در پروپاگاندا و تبلیغات حکومتی بود که مولوتف در طول جنگ زمستان تولید کرد و بیشتر اشاره به اعلامیهٔ رادیویی او در رادیوی دولتی شوروی دارد که در آن گفته شد مأموریت‌های بمباران آتش‌باری بر فراز فنلاند در واقع برای تحویل کمک‌های غذایی بشردوستانه به همسایه‌های گرسنهٔ آن‌ها بوده‌است. در نتیجهٔ این اعلامیه، اهالی فنلاند به طعنه بمب‌های خوشه‌ای آتش‌زای شوروی را با نام «سبدهای نان مولوتف» (فنلاندی: Molotovin leipäkoreiksi) تعبیر کردند؛ اصطلاحی که به سخن‌پراکنی‌های تبلیغاتی مولوتف اشاره داشت. هنگامی که بطری‌های بمب‌های آتش‌زای دستی برای حمله به تانک‌های شوروی و تخریب آن‌ها توسعه یافتند، فنلاندی‌ها، این سلاح را به‌عنوان «یک نوشیدنی برای تهیهٔ بسته‌های غذایی او»، «کوکتل مولوتف» نامیدند.
ارتش فنلاند با وجود این که نام این سلاح شده‌است، از نام «بطری سوزان» (انگلیسی: Burn bottle; فنلاندی: polttopullo) برای یاد کردن از این سلاح استفاده می‌کند.

### نام‌های دیگر
این سلاح که معمولاً با نام کوکتل مولوتف شناخته می‌شود، در سطح جهان با نام‌های دیگری نیز شناخته می‌شود. برخی از این نام‌ها رسمی‌تر هستند، اما در زبان مربوط از نامی توصیفی برای آن استفاده می‌شود.
نام‌های مستعار معمول
نکته: نام‌های زیر صرفاً ترجمهٔ تحت‌اللفظی نام‌های مستعار در زبان انگلیسی هستند.
- بمب بطری[الف]
- نارنجک بطری[ب]
- بطری سوزاننده[پ]
- بطری سوزان[ت]
- بمب آتش[ث] (با تسلیحات آتش‌زا که با نام بمب آتش‌زا[ج] نیز شناخته می‌شوند، اشتباه نشود)
- بطری آتش[چ]
- بطری شعله[ح]
- بمب گازوئیلی[خ] – با توجه به این که گازوئیل یکی از مایعات مرسوم برای پر کردن کوکتل مولوتف است
- بطری آتش‌زا[د]
- مولی[ذ] – کوته‌نوشت کوکتل مولوتف (معمولاً مورد استفاده در بازی‌های ویدئویی)[۱۸]
- مولوتف[ر] – کوته‌نوشت کوکتل مولوتف
- بمب بنزینی[ز] – با توجه به این که بنزین یکی از مایعات مرسوم برای پر کردن کوکتل مولوتف است
- نارنجک فقرا[ژ] – با توجه به طبیعت بداههٔ آن

نام‌های نظامی (بین‌المللی)
- فنلاند – فنلاندی: polttopullo,[۱۱][۴] («بطری سوزاننده») – فنلاندی-سوئدی: brännflaska[۳] (Lبطری سوزانندهK)
- ژاپن – kaenbin (ژاپنی: 火炎瓶؟, «بطری شعله»)[۱۹]
- آلمان نازی – آلمانی: Brandflasche («بطری آتش») – Brandhandgranate («نارنجک دستی آتش‌زا»)[۲۰]
- اتحاد جماهیر شوروی – روسی: зажига́тельная буты́лка، آوانگاری zazhigátelnaya butýlka – روسی: буты́лка с горю́чей жи́дкостью، آوانگاری butýlka s goryúchey zhídkostyu[۲۱]
- سوئد – سوئدی: brännflaska («بطری سوزاننده»)[۸][۹][۲۱]
- ایالات متحده آمریکا – نارنجک شکننده[س][۲۲] – نارنجک شکننده آتش‌زا[ش][۱۰] – نارنجک بطری آتش‌زا[ص][۲۳]

## ساختار
کوکتل مولوتف شامل یک بُطری شیشه‌ای شکستنی (مانند بطری آبجو) است که ۶۰ درصد حجم آن با مایعی قابل اشتعال مانند بنزین یا الکل (متانول یا اتانول) و ۱۰ درصد حجم آن با روغن موتور یا گریس پر می‌شود. سپس محتویات بطری باهم مخلوط می‌شوند و یک پارچه به‌عنوان فتیله در دهانهٔ بطری قرار می‌گیرد و دهانهٔ بطری با یک درپوش مهروموم می‌شود (معمولاً با نوارچسب، چوب‌پنبه یا لاستیک) تا فتیله در جای خود ثابت شود. فتیلهٔ کوکتل مولوتف معمولاً به‌جای بنزین، به نفت سفید یا الکل آغشته می‌شود. در نبرد زمستان یک روش مورد استفاده برای شعله‌ور کردن فتیلهٔ کوکتل مولوتف شامل چسباندن کبریت ضد باد به کنارهٔ بطری بود؛ چرا که احتمال خاموش شدن این کبریت‌ها بر اثر وزش باد کم بود. به‌منظور بهبود دقت پرتاب، در برخی نمونه‌های ساخته‌شده از بالاست نیز بهره‌مند هستند (برای مثال، پر کردن ۱⁄۳ بطری با شن یا ماسه).
سایر مایعات اشتعال‌پذیر مانند گازوئیل، متانول، تربانتین، سوخت جت، استون و ایزوپروپیل الکل نیز تاکنون به‌جای بنزین یا در ترکیب با آن برای ساخت کوکتل مولوتف مورد استفاده قرار گرفته‌اند. عوامل غلیظ‌کننده‌ای نظیر حلال‌ها، پلی‌استایرن (که به‌طور عامیانه با نام استایروفوم نیز شناخته می‌شود)، سدیم هیدروژن‌کربنات، ژله پترولیوم، قطران، نیتروسلولز، روغن موتور، مواد شوینده و مایع ظرفشویی نیز برای افزایش میزان چسبندگی مایع مشتعل و ایجاد دود غلیظ و خفه‌کننده به این محلول افزوده می‌شوند. علاوه بر این، انواع دیگری از سلاح‌هایی همانند کوکتل مولوتف وجود دارند که در ساخت آن‌ها، بطری با ترکیبی دودزا نظیر گوگرد تری‌اکسید حل‌شده در کلروسولفوریک اسید پر می‌شود. این تسلیحات، که با نام «بطری دود» شناخته می‌شوند، نیازی به منبعی برای اشتعال ندارند و ترکیب داخل آن‌ها در زمان شکستن بطری با هوا واکنش نشان می‌دهد.
علاوه بر این، دیده شده‌است که مواد سمی نیز به این محتوای بطری اضافه می‌شوند تا پس از انفجار، گاز خفه‌کننده و سمی ایجاد کنند و به‌طور مؤثر «کوکتل مولوتف» را به یک سلاح شیمیایی موقت تبدیل کنند. این مواد سمی شامل سفیدکننده، کلر، انواع اسیدهای قوی و آفت‌کش‌ها می‌شوند.

## توسعه و کاربرد در جنگ

### جنگ داخلی اسپانیا

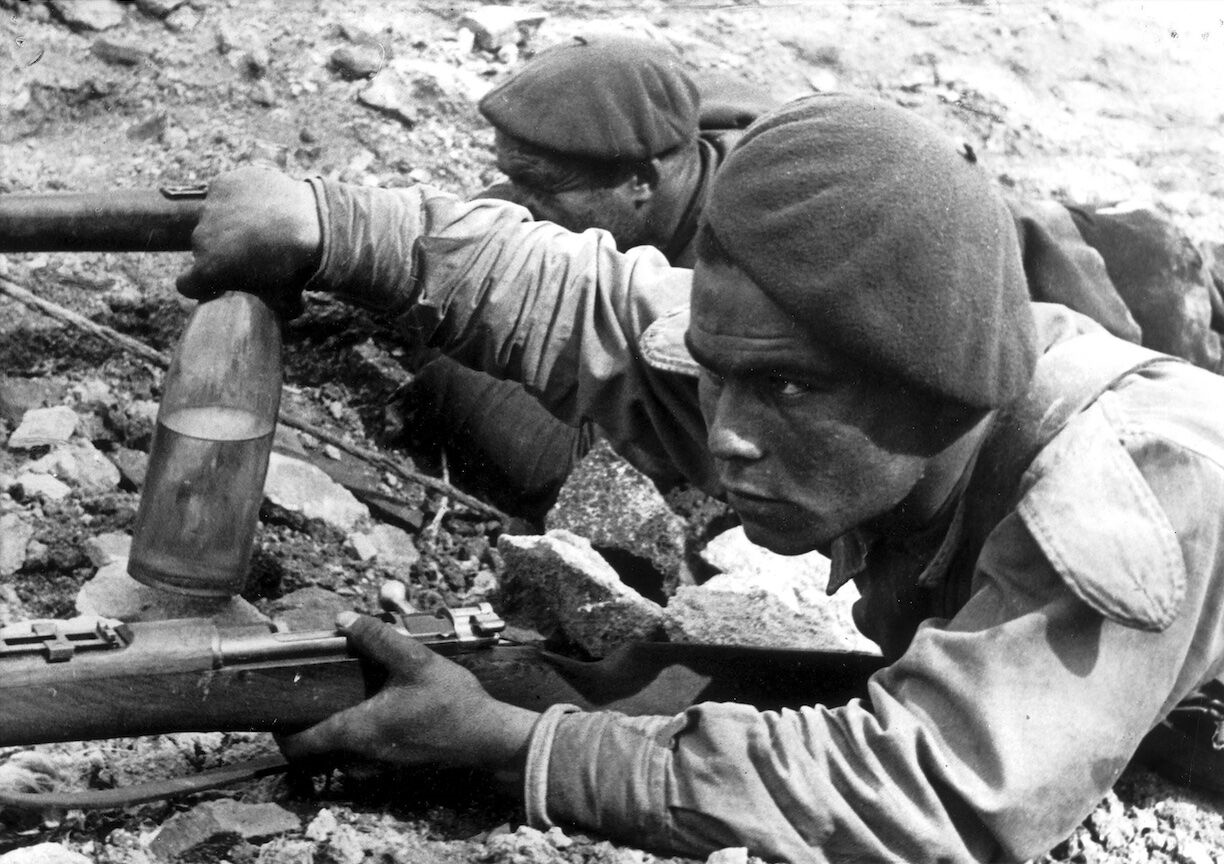
سلطنت‌طلبان در طول جنگ داخلی اسپانیا با در دست داشتن کوکتل مولوتف

نخستین کاربرد تسلیحات اشتعال‌پذیر بداهه‌ای نظیر این سلاح در میدان جنگ در جنگ داخلی اسپانیا بین ژوئیهٔ ۱۹۳۶ و آوریل ۱۹۳۰، و پیش از آن بود که این سلاح‌ها با نام «کوکتل مولوتف» شناخته شوند. در سال ۱۹۳۶، ژنرال فرانسیسکو فرانکو دستور داد تا نیروهای ملی‌گرای اسپانیا بر علیه تانک‌های تی-۲۶ شوروی، که در درگیری نافرجام به سنگر ملی‌گرایان در سسنیا در نزدیکی تولدو، ۴۰ کیلومتری جنوب مادرید، از جمهوری‌خواهان اسپانیایی پشتیبانی می‌کردند، از این سلاح استفاده کنند. پس از آن، هر دور طرف از بمب‌های بنزینی ساده با گازهای سمی یا پتوهای آغشته به بنزین استفاده کردند و به موفقیت‌هایی نیز دست یافتند. تام وینترینگهام، کهنه‌سرباز تیپ‌های بین‌المللی، بعداً روش پیشنهادی خود برای استفاده از این تسلیحات را به‌طور عمومی منتشر کرد:
ما از «بمب‌های بنزینی» تقریباً به این شکل استفاده کردیم: یک شیشهٔ مربای ۲ پوندی بردارید. آن را با بنزین پر کنید. یک پردهٔ سنگین، نیمی از یک پتو یا مواد سنگین دیگر بردارید. آن را به دور دهانهٔ شیشه بپیچید، دور گردن آن را با یک نخ ببنید و بگذارید انتهای آن آزاد بماند. هنگامی که می‌خواهید از آن استفاده کنید، کسی را در کنار خود داشته باشید که وسیلهٔ شعله‌زایی در دست داشته باشد. گوشه‌ای از پتو یا پرده را در جلوی خود روی زمین بگذارید، شیشه را وارونه کنید تا بنزین به اطراف دهانهٔ شیشه نشت کند و بر روی گوشهٔ پتو چکه کند. بطری را دوباره به حالت ایستاده برگردانید، آن را در دست راست خود نگه دارید، به‌گونه‌ای که بیشتر پتو در زیر بطری جمع شده باشد، با دست چپ خود پتو را از گوشه‌ای که به بنزین آغشته شده نگه دارید. منتظر تانک بمانید. هرگاه به اندازهٔ کافی به شما نزدیک شد، رفیق شما گوشهٔ پتو که به بنزین آغشته‌است را آتش می‌زند. بطری و پتو را همزمان که آن کوشهٔ پتو در حال سوختن است، پرتاب کنید. (نمی‌توانید آن را به فاصلهٔ زیادی پرتاب کنید) ببینید که پتو در جلو تانک بیافتد. پتو باید در چرخ‌دنده‌ها یا به دور محورهای تانک بپیچد. بطری خواهد شکست، اما بنزین باید پتو را به اندازه‌ای آغشته کند که بتواند آتشی مناسب و کافی را برای سوزاندن چرخ‌های لاستیکی زیر زنجیرهای محرک تانک، به آتش کشیدن کاربوراتور یا جزغاله کردن خدمه تولید کند. با این سلاح‌ها بازی نکنید. آن‌ها بسیار خطرناک هستند.

### خالخین گل
در نبرد خالخین گل، که یک درگیری مرزی به‌ظاهر میان مغولستان مانچوکوئو در سال ۱۹۳۹ بود، جنگ شدیدی میان ژاپنی‌ها و نیروهای شوروی رخ داد. پیاده‌نظام ژاپن که با کمبود تجهیزات ضدتانک مواجه بودند، با بطری‌های پر شده با گازوئیل به تانک‌های شوروی حمله کردند. نظامیان پیاده‌نظام ژاپن مدعی شدند که صدها تانک شوروی با این روش تخریب شدند؛ اگرچه گزارش سوابق خسارت‌های شوروی از این ارزیابی پشتیبانی نمی‌کنند.

### جنگ جهانی دوم

#### فنلاند

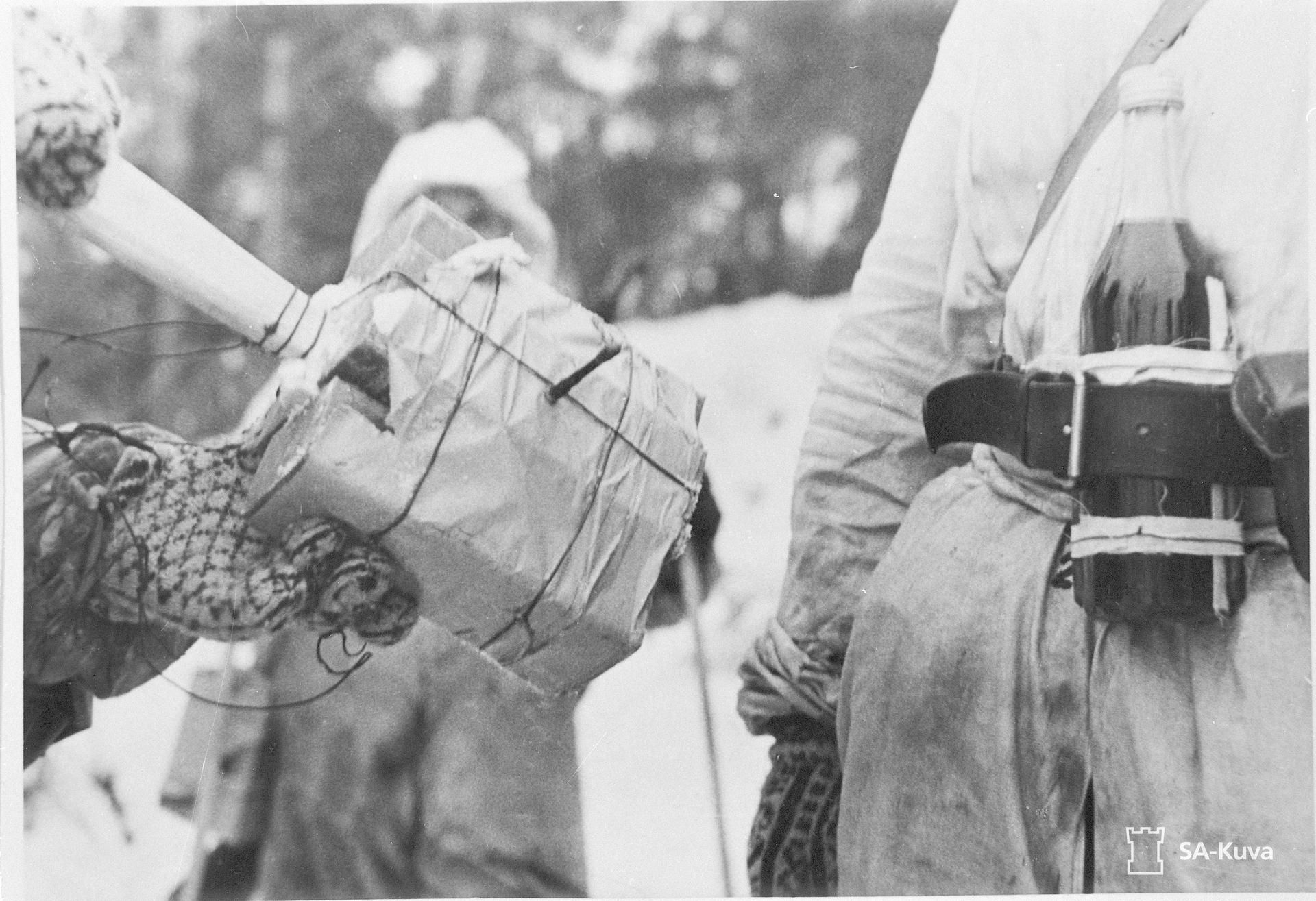
سربازان فنلاندی در جنگ زمستان. تانک‌ها در این جنگ با خمپاره و کوکتل مولوتف تخریب شدند. این بطری به‌جای فتیلهٔ پارچه‌ای، دارای کبریت ضد باد است.

در ۳۰ نوامبر ۱۹۳۹، اتحاد شوروی به فنلاند حمله کرد و جنگی را آغاز کرد که بعدها جنگ زمستان نام گرفت. نیروی زمینی فنلاند طراحی و کاربرد تاکتیکی بمب بنزینی را تکمیل کرد. سوخت کوکتل مولوتف به ترکیبی نسبتاً چسبنده از الکل، نفت سفید، قطران و پتاسیم کلرات تغییر داده شد. اصلاحات بعدی بر روی این صلاح شامل چسباندن کبریت‌های ضد باد یا محفظه‌ای از مواد شیمیایی که در صورت شکستن مشتعل می‌شد، و در نتیجه حذف نیاز به آتش‌زدن بطری پیش از پرتاب می‌شدند و بعداً مشخص شد که خالی گذاشتن حدود یک‌سوم از حجم شیشه احمال شکستن شیشه را افزایش می‌دهد.
گزارشی که در ژوئن ۱۹۴۰ از سوی ادارهٔ جنگ بریتانیا منتشر شد اشاره کرده‌است که:
سیاست فنلاندی‌ها این بود که به تانک‌های روسی اجازه دهند به دفاع آن‌ها نفوذ کنند، حتی با ترغیب آن‌ها به انجام این کار به‌واسطهٔ «کانالیزه کردن» آن‌ها به میان شکاف‌ها و متمرکز کردن آتش سلاح‌های خود بر روی پیاده‌نظامی که آنان را دنبال می‌کردند. تانک‌هایی که از دفاع آن‌ها گذر کردند، با شلیک اسلحه در فضای باز و توسط گروه‌های کوچک مردان مسلح به مواد منفجره و بمب‌های بنزینی در جنگل‌ها و روستاها مورد حمله قرار گرفتند… اصلی این سیاست بر جدا کردن خودروهای زره‌پوش رزمی از پیاده‌نظام متمرکز بود؛ چرا که تانک‌ها به‌تنهایی دارای نقاط کور بسیاری هستند و به محض این که متوقف شوند، می‌توان سر فرصت آن‌ها را منهدم کرد.
متعاقباً الکو کورپوریشن در کارخانهٔ تقطیر راجاماکی متعلق به خود، دست به تولید انبوه کوکتل مولوتف به‌همراه کبریت‌هایی برای آتش‌زدن آن‌ها زد. تولید این کارخانه در طول جنگ زمستان در مجموع به ۴۵۰٬۰۰۰ عدد کوکتل مولوتف رسید. دستور اولیهٔ ساخت کوکتل مولوتف شامل ترکیبی از اتانول، قطران و گازوئیل در یک بطری به حجم۷۵۰ میلیلیتر (۰٫۷۹ کوارت آمریکایی) بود. دو کبریت آتشکاری ضد باد در دو طرف این بطری چسبانده شده بودند. پیش از استفاده از این سلاح، یکی یا هردوی این کبریت‌ها افروخته می‌شدند؛ هنگامی که بطری در زمان برخورد شکسته می‌شد، ترکیب داخل آن با آتش کبریت مشتعل می‌شد. بعداً مشخص شد که استفاده از کبریت‌های ضد باد ایمن‌تر از چپاندن پارچه در دهانهٔ بطری و آتش‌زدن آن است.

## کاربرد غیرنظامی

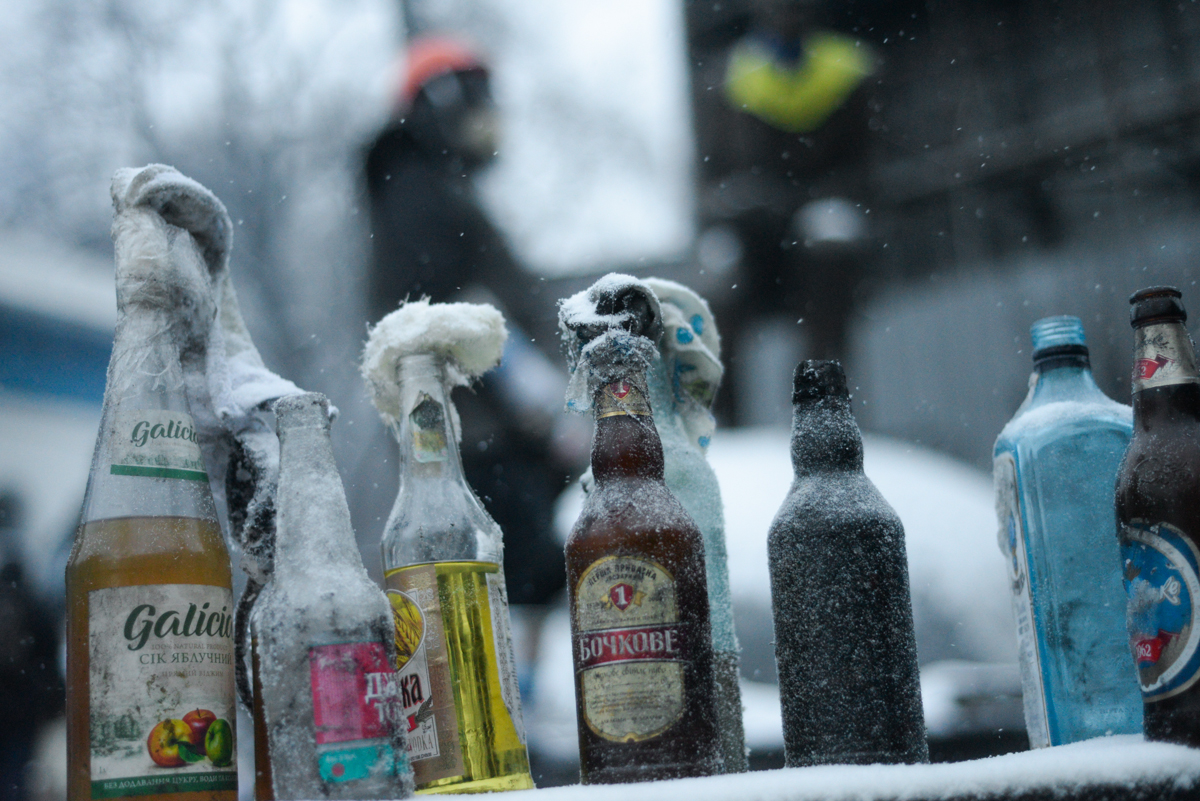
کوکتل مولوتف‌های تولیدشده برای استفاده در اعتراضات یورومیدان اوکراین

طبق گزارش‌ها، کوکتل مولوتف‌ها در ایالات متحده در آتش‌افروزی‌های عمدی در فروشگاه‌ها و سایر ساختمان‌ها در زمان شورش‌های ۱۹۹۲ لس‌آنجلس مورد استفاده قرار گرفته‌اند.
کوکتل مولوتف‌ها همچنین در طول وقایع خشونت‌بار یورومیدان و انقلاب کرامت در اوکراین نیز توسط معترضان و شهروندان شبه‌نظامی به‌کار گرفته شد. معترضان در ناآرامی‌های فرگوسن نیز از کوکتل مولوتف استفاده کردند.
در بنگلادش و در طول اعتراضات ضد دولتی همزمان با انتخابات ملی سال ۲۰۱۴، تعداد زیادی اتوبوس و خودروی سواری هدف بمب‌های بنزینی قرار گرفتند. بین سال‌های ۲۰۱۳ و ۲۰۱۴، بر اثر حمله‌هایی که با بمب‌های بنزینی انجام می‌شد، تعدادی از مردم بر اثر سوختگی کشته شدند و تعداد زیادی نیز زخمی شدند.
معترضان در اعتراضات ۲۰۱۹–۲۰۲۰ هنگ کنگ برای دفاع از خود در برابر پلیس و ایجاد راه‌بندان از کوکتل مولوتف استفاده کردند. آنان همچنین به یک ایستگاه ام‌تی‌آر نیز حمله کردند و خسارات زیادی به آن وارد کردند. یک روزنامه‌نگار نیز در طول این اعتراضات مورد اصابت یک کوکتل مولوتف قرار گرفت.
در طول اعتراض‌ها به قتل جورج فلوید در ایالات متحده در سال ۲۰۲۰، بعضاً از کوکتل مولوتف استفاده شد.

### گونه‌های غیرقابل اشتعال

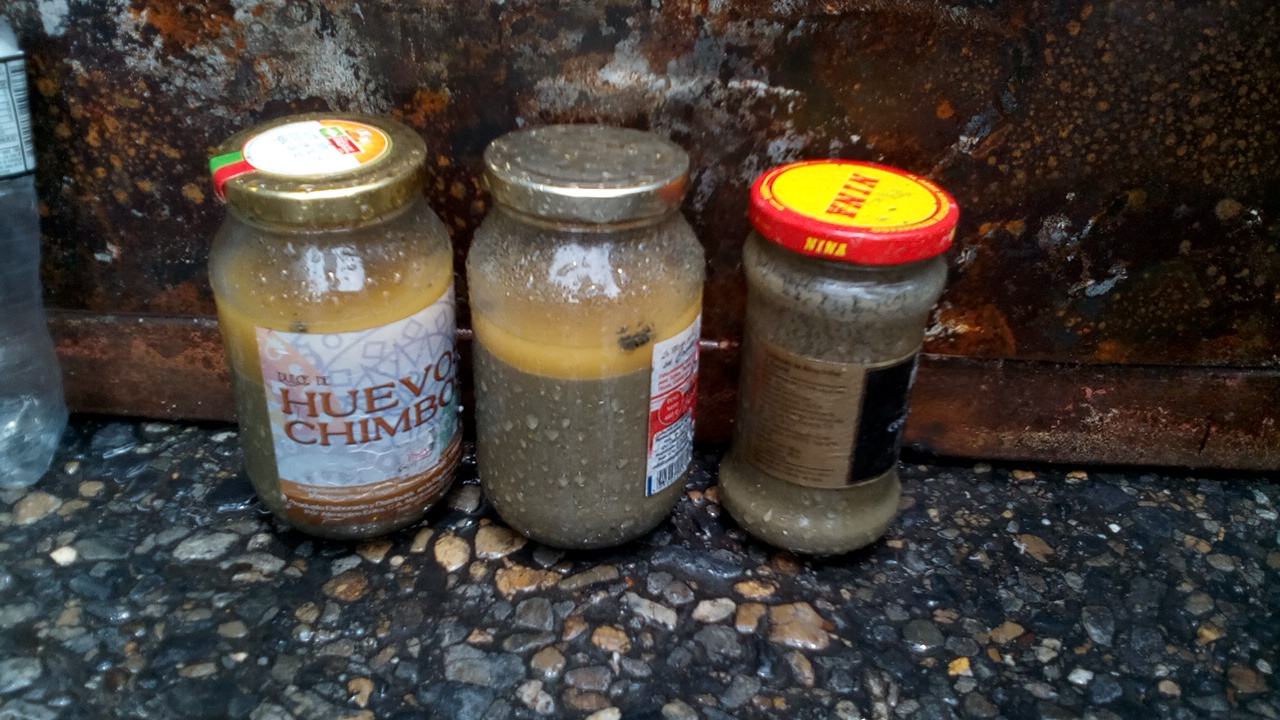
پوپوتف‌های دیده‌شده در زمان اعتراضات ۲۰۱۷ ونزوئلا.

در طول اعتراضات ونزوئلا از ۲۰۱۴ تا ۲۰۱۷، معترضان از کوکتل مولوتف‌های مشابه آنچه تظاهرکنندگان در سایر کشورها به‌کار می‌بردند، استفاده کردند. با تشدید اعتراضات ۲۰۱۷ ونزوئلا، تظاهرکنندگان از «پوپوتف» استفاده کردند. پوپوتف‌ها سلاح‌هایی شیشه‌ای بودند که با مدفوع پر شده بودند و پس از آن که ژاکلین فاریا، یکی از مقالامت حزب قانون‌گذار سوسیالیست متحد ونزوئلا، معترضانی که برای فرار از گاز اشک‌آور مجبور بودند از میان فاضلاب روداخانهٔ گوایر در کاراکاس عبور کنند را به تمسخر گرفت، معترضان آن را به سمت مقامات دولتی پرتاب می‌کردند.
در ۸ مه، پس از انتشار و همه‌گیر شدن گزارش‌هایی مبنی بر استفراغ مقامات پس از غوطه‌ور شدن در مدفوع، هشتگ #puputov به ترند توئیتر در ونزوئلا تبدیل شد. یک ماه بعد در ۴ ژوئن ۲۰۱۷ و در طول اعتراضات علیه دونالد ترامپ در پورتلند، اورگن، پلیس اعلام کرد که معترضان شروع به پرتاب بادکنک‌های پر شده با «ماده‌ای ناشناخته و بدبو» به سمت افسران پلیس کرده‌اند.

## طرز استفاده
برای استفاده از این سلاح، پارچه (فتیله) آتش زده شده، و بطری به سمت هدف پرتاب می‌شود. در اثر ضربه، بطری خرد می‌شود و مایع قابل‌اشتعال بر روی هدف می‌ریزد و باعث سوختن آن می‌گردد.

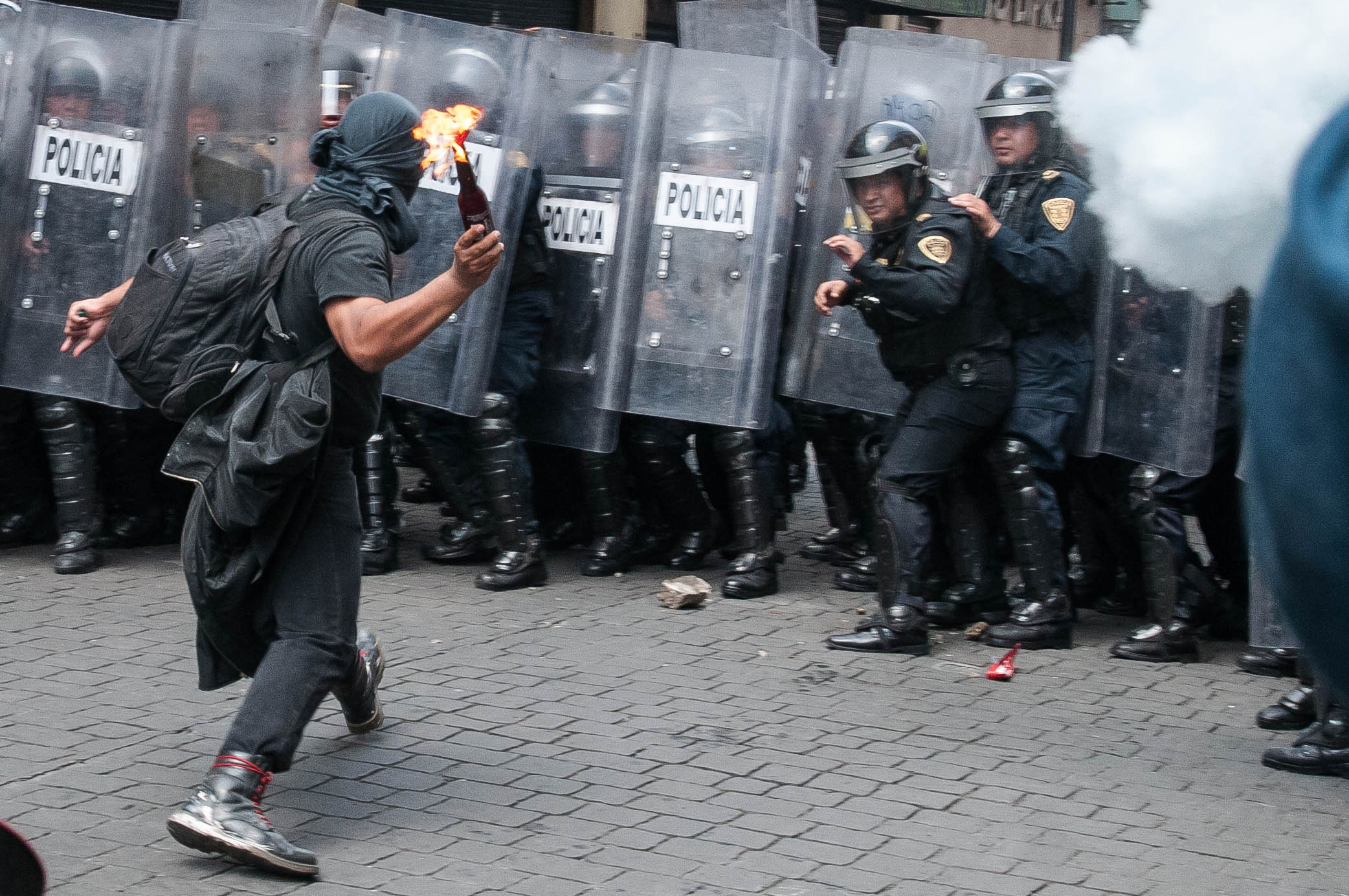
یک معترض شبه‌نظامی در حال استفاده از کوکتل مولوتوف بر ضد نیروهای امنیتی

## استفاده توسط معترضین و انقلابیون
به‌دلیل سهولت تولید و استفاده مولوتف توسط نیروهای غیرنظامی، «کوکتل مولوتف» به نمادی از قیام مدنی و انقلاب تبدیل شده‌است. همچنین استفادهٔ گسترده از کوکتل مولوتف توسط نیروهای غیرنظامی و حزبی، منجر به تبدیل شدن آن به نمادی از ناآرامی‌های داخلی شده‌است. انقلابی‌ها به استفاده از کوکتل مولوتف در درگیری‌ها و شورش‌های داخلی و ناآرامی‌های مختلف در سراسر جهان معروف هستند. تضاد در «کوکتل مولوتف» نیروهای انقلابی با یک نیروی سازمان‌یافتهٔ دولتی به یک نماد محبوب در فرهنگ عامه تبدیل شده‌است. معترضان و نیروهای مردمی در سراسر جهان مانند اوکراین و ایران در حال ساخت و استفاده از این سلاح هستند. در تجاوز نظامی روسیه علیه اوکراین، کوکتل مولوتف توسط نیروهای مردمی اوکراینی بسیار مورد استفاده قرار گرفته‌است.